# Sulzfeld (im Grabfeld)
Sulzfeld ist eine Gemeinde im unterfränkischen Landkreis Rhön-Grabfeld. Die Gemeinde ist Mitglied der Verwaltungsgemeinschaft Bad Königshofen im Grabfeld. Sulzfeld ist ein staatlich anerkannter Erholungsort.

## Geografie
Die Gemeinde liegt in der Region Main-Rhön im Grabfeld am Fuße der Haßberge.

### Gemeindegliederung
Es gibt zehn Gemeindeteile (in Klammern ist der Siedlungstyp angegeben):
- Bargetsmühle (Einöde)
- Johanneshof (Einöde)
- Kleinbardorf (Kirchdorf)
- Leinach (Kirchdorf)
- Lindleshof (Weiler)
- Obermühle (Weiler)
- Rothhof (Einöde)
- Sandhof (Einöde)
- Sulzfeld (Pfarrdorf)
- Untermühle (Einöde)

Es gibt die Gemarkungen Kleinbardorf, Leinach, Sulzfeld und Sulzfelder Forst.

## Geschichte

### Bis zur Gemeindegründung
Das Amt Sulzfeld des Hochstiftes Würzburg gehörte ab 1500 zum Fränkischen Reichskreis. Es wurde, nach der Säkularisation 1803 zugunsten Bayerns, 1805 Erzherzog Ferdinand von Toskana zur Bildung des Großherzogtums Würzburg überlassen und fiel mit diesem 1814 endgültig an Bayern. Im Jahr 1818 entstand die politische Gemeinde.

### Jüdische Gemeinde
Mindestens seit dem 19. Jahrhundert waren jüdische Familien im Ortsteil Kleinbardorf ansässig, die eine jüdische Gemeinde bildeten, einen jüdischen Friedhof am Steilen Berg anlegten (im Volksmund „Judenhügel“) und an der Unteren Hauptstraße 5 ihre Synagoge errichteten. Dieses Gotteshaus wurde beim Novemberpogrom 1938 von SA-Männern zerstört. Daran erinnert eine Gedenktafel am Friedhofseingang.

### Eingemeindungen
Im Zuge der Gebietsreform in Bayern wurde am 1. Juli 1971 die Gemeinde Leinach eingegliedert. Am 1. Januar 1978 kam Kleinbardorf hinzu.

### Einwohnerentwicklung
- 1961: 1456 Einwohner[6]
- 1970: 1563 Einwohner[6]
- 1987: 1607 Einwohner
- 1991: 1733 Einwohner
- 1995: 1819 Einwohner
- 2000: 1808 Einwohner
- 2005: 1797 Einwohner
- 2007: 1774 Einwohner
- 2008: 1744 Einwohner
- 2009: 1756 Einwohner
- 2010: 1768 Einwohner
- 2011: 1723 Einwohner
- 2012: 1694 Einwohner
- 2013: 1687 Einwohner
- 2014: 1662 Einwohner
- 2015: 1661 Einwohner
- 2016: 1658 Einwohner

Im Zeitraum 1988 bis 2018 stieg die Einwohnerzahl von 1622 auf 1704 um 82 Einwohner bzw. um 5,1 %. 1997 hatte die Gemeinde 1828 Einwohner.
Quelle: BayLfStat

## Politik

### Gemeinderat
Die Gemeinderatswahl 2020 ergab folgende Stimmenanteile und Sitzverteilung:
| Partei/Liste                                                    | %       | Sitze   |
| --------------------------------------------------------------- | ------- | ------- |
| CSU                                                             | 27,98   | 3       |
| Christliche Wählervereinigung/Freie Wählergemeinschaft Sulzfeld | 32,82   | 4       |
| Freie Wählergemeinschaft Kleinbardorf                           | 20,68   | 3       |
| Wählergemeinschaft Leinach                                      | 18,53   | 2       |
| Wahlbeteiligung                                                 | 70,55 % | 70,55 % |

### Bürgermeister
Erster Bürgermeister ist seit 2008 Jürgen Heusinger. Er wurde 2014 und 2020 im Amt bestätigt.

### Wappen
|  | Blasonierung: „Über rotem Schildfuß, darin drei gekürzte silberne Spitzen, in Gold ein schwebendes schwarzes Deichselkreuz, das in Mauerankern endet.“ |
|  | |

## Kultur und Sehenswürdigkeiten

### Kommunale Allianz
Die Gemeinde ist Mitglied in der Kommunalen Allianz Fränkischer Grabfeldgau.

## Wirtschaft und Infrastruktur

### Wirtschaft einschließlich Land- und Forstwirtschaft
2022 gab es 312 sozialversicherungspflichtig Beschäftigte am Arbeitsort, 737 sozialversicherungspflichtig Beschäftigte am Wohnort und 21 Arbeitslose. Im verarbeitenden Gewerbe gab es keinen und im Bauhauptgewerbe drei Betriebe. 2020 gab es 25 landwirtschaftliche betriebe mit einer landwirtschaftlich genutzten Fläche von 1634 Ha.

### Bildung
Es gibt folgende Einrichtungen (Stand 2022):
- Eine Kindertageseinrichtung mit 174 Plätzen und 132 betreuten Kindern
- Grundschule Sulzfeld mit fünf Klassen und 124 Schülern

### Tourismus
Durch die Gemeinde Sulzfeld führen die Fernradwander- und Fernwanderwege Rennweg (der Haßberge), Keltenerlebnisweg, Fränkischer Marienweg und der 106 km lange Karolingerweg von Karlburg durch Kleinbardorf nach Bad Königshofen.
Der Badesee Sulzfeld bietet den Besuchern Camping, Open-Air-Schach, Open-Air-Mühle, E-Bike-Verleih, Sandstrand mit Wasserrutsche, ein Beachvolleyballfeld und eine Soccer-Arena.

## Söhne und Töchter der Gemeinde
- Franz Anton von Balling (1800–1875), Balneologe, Badearzt und Unternehmer
- Andreas Herrlein (1738–1817), Maler und Zeichenlehrer